# Даниэль I

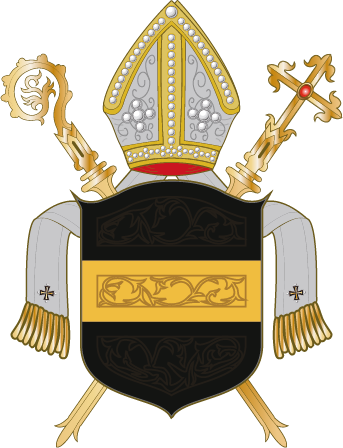

Даниэль I (чеш. Daniel I; ? — 9 августа 1167, близ г. Анкона (ныне Марке Италия) — богемский церковный деятель, священник, епископ Пражский (1148—1167), дипломат.

## Биография
Родился в семье каноника. Племянник Йиндржиха Здика, епископа епархии Оломоуца. Впервые упоминается в документах периода правления князя Чехии Владислава II.
Получил образование в Париже. Владислав II обратил внимание на его таланты.
В 1145 году он был назначен пастором пражского капитула. В 1148 году рукоположен в епископы и стал 13-м епископом Пражским, примасом Чехии.
На этом посту Даниэль I был главным советником князя Чехии Владислава II, а затем императора Священной Римской империи Фридриха Барбароссы, при дворе которого прославился как искусный дипломат.

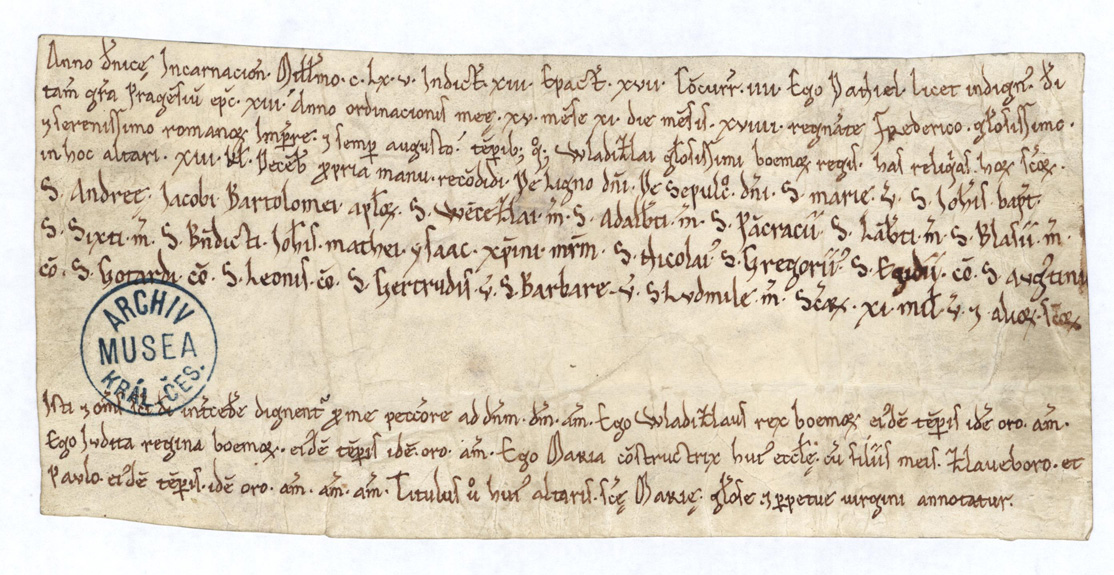
Подлинный документ, изданный Даниэлем I в 1165 г.

От имени Владислава II на рубеже 1140—1150-х годов принимал участие в нескольких приёмах у императора, получив хорошее представление о политическом положении Священной Римской империи, организовал бракосочетание Владислава с Юдит Тюрингской, дочерью ландграфа Тюрингии Людвига I и Гедвиги фон Гуденсберг. Позже получил обещание Фридриха Барбароссы предоставить Владиславу II королевский титул, взамен за помощь в его итальянских походах. Лично принимал участие в этой экспедиции.
Во время своих постоянных поездок за границу страстно покупал книги и документы, которые привозил в Богемию.
Его длительное отсутствие в епархии вызывало недовольство в Чешской католической церкви. Чтобы улучшить управление епископством, в 1150 г. он разделил его на деканаты.
В 1157 году по личной просьбе Владислава II организовал женитьбу сына Фридриха на Эржебет Венгерской, дочери венгерского короля Гезы II. В 1158 году участвовал во второй в истории Чешского государства коронации Владислава II.
В 1159—1160 годах вёл переговоры, направленные на смягчение конфликта папы Александра III с Фридрихом Барбароссой.
После коронации Владислава II королём Богемии, Даниэль I остался на имперской службе в Италии, где в споре между гвельфами и гибеллинами занял сторону гибеллинов, то есть поддержал антипапу Виктора IV в противостоянии с Папой Александром III. Таким образом, чешское государство было втянут в схизму.
Умер в результате эпидемии малярии во время Итальянской войны в 1167 году. Похоронен в Соборе Святого Вита в Праге.